# Lastovo
Lastovo (italiensk Lagosta, tysk Augusta, latin Augusta Insula, græsk: Ladestanos, illyrisk: Ladest) er en ø og en kommune i Dubrovnik-Neretva distrikt i Kroatien.
Kommunen består af 46 øer i Adriaterhavet med et totalt folketal på 835, hvor 93 % er etniske kroater. Landarealet i kommunen er ca. 56 km². mens øen har et areal på 46,87 km². Den største landsby på øen hedder også Lastovo, og havde i 2021 312 indb..
Øen er kendt for arkitekturen fra 1400- og 1500-tallet. Det findes flere relativt små kirker her, som viser den lange romersk-katolske tradition. Blandt de kulturelle begivenheder er det årlige «Lastovo Poklad», eller karneval.
De naturskønne omgivelser trækker mange turister til øen hver sommer. I 2006 gjorde den kroatiske regeringen deler af øen til en naturpark.

## Geografi
Øen Lastovo hører til øgruppen Central Dalmatiske øer. Den ligger 13 km syd for Korčula. Andre øer i gruppen er øerne Vis, Brač, Hvar, Korčula og Mljet. Øen er omkring 9,8 km lang og op til 5,8 km bred.
Lastovo-øgruppen består af 46 øer, inklusive de større øer Sušac, Prežba og Mrčara. Prežba er forbundet med fastlandet via en bro ved landsbyen Pasadur. Der er daglige hydrofoilbåde og færger fra øen til fastlandet ved Split, som også stopper ved Korčula og Hvar langs ruten.
Landsbyen Lastovo ligger på de stejle skråninger over havet, hvilket er usædvanligt i forhold til de andre Adriaterhavsøer, hvor landsbyerne oftest ligger ved havet. Andre landsbyer på øen omfatter Ubli (også kaldet Sveti Petar), Lučica, Zaklopatica, Skrivena Luka og Pasadur.
Trods store brande i 1971 og 1998 er omkring 70 % af Lastovo dækket af skov, mest steneg, Aleppofyr og middelhavskrat.  Både falk og høg yngler her. I middelalderen blev falkene ofte fanget og sendt til forskellige steder i Europa, især til Napoli. Det marine liv er et af de rigeste i hele Adriaterhavet, og her findes hummere, blæksprutter og mange eksklusive fiskearter som f.eks. Sanktpetersfisk og havaborre.
Det højeste punkt på Lastovo er Hum med en højde på 417 meter over havet. Der er tre andre toppe som er højere end 400 meter, Pleševo Brdo, Gumanca og Mali Hum, og yderligere tretten som er højere end 200 meter. Bjergarterne på øen består af kalksten og dolomit, og der findes flere grotter. Kystlinja er brat, og havet omkring øen er dybt. På sydkysten ligger der en vid bugt ved Skrivena Luka, som giver ly mod den iskolde boravind og vestenvinden.